# 유열 (양성희후)
유열(劉說, ? ~ ?)은 전한의 제후로, 평간경왕의 증손이다.

## 행적
아버지 유현의 뒤를 이어 양성후(陽城侯)에 봉해졌다. 시호를 희(釐)라 하였고, 작위는 아들 유보가 이었다.

## 출전
- 반고, 《한서》 권15하 왕자후표 下

| 선대 아버지 양성절후 유현 | 전한의 양성후 ? ~ ? | 후대 아들 유보 |